# Chant I du Paradis

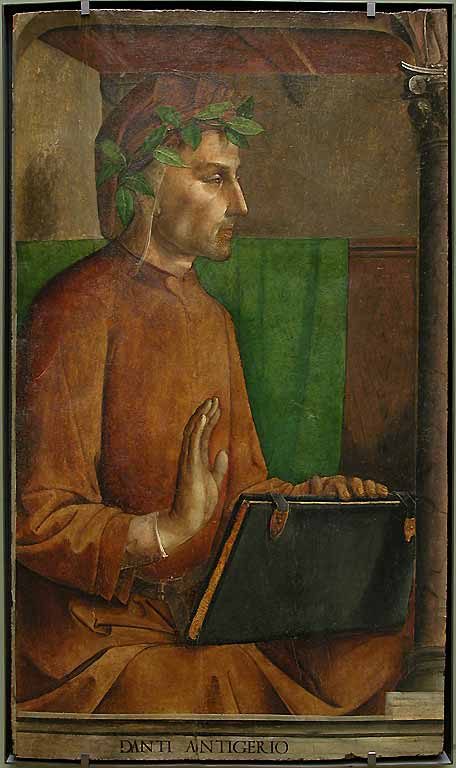
Dante par Joos van Wassenhove.

Le Chant I du Paradis est le premier chant du Paradis de la Divine Comédie du poète florentin Dante Alighieri. Introduction du dernier cantique de l'œuvre, il se déroule dans le Paradis terrestre, puis dans la « sphère du feu », c'est-à-dire la zone intermédiaire entre l'atmosphère terrestre et la première sphère céleste, celle du ciel de la Lune. Nous sommes dans la matinée du 13 avril 1300.

## Thèmes et contenus

### Protase et invocation: versets 1 à 36
Le Cantique commence, selon le canon classique, par un proème composé de deux parties : la protase et l'invocation. Le premier introduit ce que Dante traitera dans la suite du poème : le Paradis, où « la gloire de celui qui meut toutes choses » brille de tous ses feux (verset 1 : ce verset, qui ouvre le Paradis par la mention de Dieu, renvoie de façon circulaire au dernier verset de l'œuvre, XXXIII, 145,  l'Amour qui meut le soleil et les autres étoiles). Le thème de l'ineffabilité émerge, ou plutôt l'impossibilité pour Dante de raconter ce qu'il voit et ressent au Paradis, parce que la mémoire a du mal à se souvenir et parce que le langage de la poésie s'avère insuffisant pour traiter un thème aussi élevé.
Elle est suivie d'une invocation aux Muses et au dieu de la poésie, Apollon, qui est le symbole de l'Esprit Saint, contrairement aux introductions de l'Enfer et du Purgatoire où il n'invoque que les Muses et en particulier dans la deuxième cantica Calliope : en effet, alors qu'auparavant «  il n'avait que l'invocation des Muses  », il a maintenant besoin des deux aides (Muses et Apollon). Le poète demande au dieu de devenir un « vaisseau », c'est-à-dire un réceptacle, de son inspiration, avec une référence claire à saint Paul appelé vas electionis, c'est-à-dire « vaisseau du choix (de Dieu) » lorsqu'il a été admis dans l'au-delà. Il rappelle dans son invocation, comme une invitation à l'humilité, la victoire qu'Apollon a remportée en rivalisant en musique avec Marsyas, écorché par punition.
Enfin, un autre thème émerge dans cette invocation qui sera prédominant dans le reste du poème, à savoir le rappel de la décadence des temps présents où très peu d'empereurs ou de poètes aspirent au laurier, symbole de la gloire, car ils désirent plutôt des biens terrestres et donc éphémères. La « petite étincelle » de la poésie de Dante sera peut-être suivie d'une « grande flamme » d'autres « meilleures voix ».

### Ascension au ciel: versets 37 à 81
Au verset 37 commence le récit proprement dit avec une périphrase astronomique décrivant la saison dans laquelle nous nous trouvons, à savoir le printemps. À ce moment, Béatrice regarde le soleil, et Dante aussi le regarde en retour et il y parvient, car dans le Paradis terrestre, fait spécialement pour l'homme dans sa perfection originelle, beaucoup de choses sont permises, contrairement à la terre : il lui semble alors que la lumière du jour redouble, et Dante se sent transhumaniser (littéralement « dépasser l'humain ») comme Glaucos lorsqu'il s'est transformé en divinité. C'est l'ascension à travers la sphère de feu, qui sépare les cieux du monde sublunaire, grâce à laquelle Dante et Béatrice accèdent au Paradis.

### Le premier doute de Dante clarifié par Béatrice: versets 82 à 93
La nouveauté du son, dû à la rotation des sphères célestes, et la grande lumière (dans les vers précédents, le poète a en effet décrit le lac de lumière qui brille devant lui) font naître plusieurs doutes chez Dante, et d'abord le désir d'en connaître la cause ; Béatrice répond, sans que le poète ait besoin de formuler la question en mots, que les deux ne sont plus sur terre, mais sont montés à leur siège premier, le ciel, plus vite que la foudre. Mais ces mots suscitent un second doute chez Dante, à savoir comment son corps lourd peut transcender les « corps lévi » de l'air et du feu, sur quoi Béatrice entame une explication plus complète.

### Deuxième doute. Béatrice se réfère à un ordre universel: versets 94 à 142
Car il existe un ordre fixé par Dieu selon lequel toutes les choses créées sont ordonnées entre elles de manière à constituer un ensemble harmonieux et cet ordre est la forme, le principe essentiel, qui rend l'univers semblable à Dieu, comme le feu qui s'élève vers la lune, comme la terre qui grâce à cette force reste unie et compacte, et qui émeut les êtres irrationnels et ceux doués de raison. Un seul lieu reste toujours immobile et égal à lui-même, car il ne tend vers rien puisqu'il est déjà parfait grâce à la Providence divine et c'est l'Empyrée autour duquel se déplace le plus rapide des cieux, le Premier Mobile, conférant un mouvement circulaire aux autres cieux en dessous.
C'est vers ce lieu immobile et parfait que l'homme tend, même si, étant donné son libre arbitre, il lui arrive de se tourner ailleurs, c'est-à-dire vers les biens terrestres, s'enfonçant dans l'enfer comme le feu qui tombe des nuages au lieu de monter (c'est-à-dire la foudre). En conséquence de cette explication, Dante ne devrait plus s'étonner de s'élever vers le haut, maintenant qu'il est libéré du fardeau du péché, tout comme il ne serait pas surpris de voir l'eau d'un ruisseau couler vers le bas, mais il devrait au contraire s'étonner si un feu dans le monde matériel restait immobile et ne s'élevait pas vers le haut.
Ayant terminé son discours, Béatrice tourne à nouveau son visage vers le ciel.

## Analyse du chant
Les douze premiers tercets du Chant sont consacrés au proème, élaboré et construit selon la tradition rhétorique de la protase (exposition du contenu de l'œuvre) et de l'invocation : l'extension de cette première partie permet immédiatement de mesurer l'importance du sujet, en la comparant à l'unique tercet introductif de l'Enfer, II, 7-9, et aux douze versets du Purgatoire, I, 1-12. L'existence d'une hiérarchie interne à l'univers est mise en évidence, tant dans le proème que dans les explications théologiques de Béatrice, avant même l'énonciation du contenu du texte. La vision de Dante est décrite en termes d'un excessus mentis in Deum (« transport de l'esprit vers Dieu »), au moyen d'une de ses caractéristiques fondamentales, à savoir son ineffabilité, c'est-à-dire son inexpressivité  avec les instruments linguistiques humains habituels.